# Ruhleben (metrostation)
Ruhleben is een station van de metro van Berlijn, gelegen langs de Charlottenburger Chaussee in de wijk Ruhleben, op de grens van de stadsdelen Westend en Spandau. Het metrostation werd geopend op 22 december 1929 en is het westelijke eindpunt van lijn U2.
Station Ruhleben ligt op een spoordijk in een overwegend groen gebied en bestaat uit een overdekt eilandperron en een daaronder gelegen stationshal. Onder de sporen bevinden zich tevens enkele winkels. Voor het ontwerp van het metrostation, een beschermd monument, tekende Alfred Grenander, destijds huisarchitect van de Berlijnse metro. Terwijl de meeste eindstations over uitloopsporen beschikken, keren de treinen in station Ruhleben aan het perron.
Ruhleben was oorspronkelijk bedoeld als tijdelijk eindpunt van de lijn, die uiteindelijk naar Spandau zou moeten leiden. Vanwege de economische crisis verdween de westelijke verlenging echter voorlopig in de ijskast. Terwijl de plannen bleven bestaan, ontwikkelde het metrostation zich tot een bijzonder druk overstappunt, vanwaar diverse buslijnen reizigers uit het centrum van de stad verder vervoerden. Het station werd vanwege het hoge aantal passagiers met roltrappen uitgerust en speciale lampen op het op het voorplein gelegen busstation gaven een zojuist binnengekomen trein aan. Nadat in 1984 echter lijn U7 in plaats van de U2 naar Spandau werd verlengd, werd het een stuk rustiger in het station. Sinds 2004 komt ongeveer de helft van de treinen van de U2 niet eens meer in het dunbevolkte Ruhleben – zij eindigen aan de Theodor-Heuss-Platz. Desondanks werd het station aan het einde van de jaren 1990 voorzien van een lift.
Volgens de laatste plannen voor de U2 zal de lijn ooit via Rathaus Spandau, waar reeds extra sporen aanwezig zijn, het Falkenhagener Feld bereiken. Of deze verlenging ooit realiteit zal worden valt nog te bezien, aangezien ze niet opgenomen is in het uitbreidingsplan tot 2030. Daarnaast zou het traject grotendeels parallel lopen aan de S-Bahnlijn naar Spandau (Spandauer Vorortbahn).